# Albert von Behaim
Albert von Behaim o Albertus Bohemus (Passau, 1180 – 1260) fou un legat del Papa i defensor dels drets papals davant del sacre emperador romanogermànic Frederick II.

## Vida
Probablement nascut a Boheiming o Böhaming, a la Diòcesi de Passau, va morir a Passau. Fou partidari dels papes en la seva lluita contra Frederic II. L'any 1205 va anar a Roma, on va ser contractat pel tribunal papal com un expert en lleis. El 1237, va retornar a Alemanya, i amb molts esforços va formar una lliga contra Frederic II amb Otó de Baviera, Wenceslaus de Bohemia, i Frederic II el Bataller. Quan es va pronunciar l'excomunió contra l'emperador, l'any 1239, Behaim va ser elevat a delegat permanent i fou l'encarregat de fer complir la sentència.
Amb aquest objectiu, va apel·lar als bisbes d'Alemanya l'any 1240, i quan aquests es van declarar negligents, va excomunicar un bon nombre d'eclesiàstics i personatges prominents. Al mateix temps, va realitzar gestions per afavorir l'elecció d'un rei nou. Tanmateix, la seva severitat excessiva no va tenir cap efecte, i va ser forçat a deixar el país. L'any 1245, el trobem al Consell de Lyon, on Frederic II fou, altra vegada, excomunicat i Albert von Behaim va seguir treballant, com abans, contra l'emperador.
La seva feina de delegat papal va finalitzar el 1253. A partir d'aleshores, va viure a Passau, on havia exercit de degà del capítol de del 1246. Va treballar amb zel, però no sense poder evitar molts conflictes, fins a la seva mort.

## Obra
Va deixar dos diaris, coneguts com el primer i segon Missivbuch. Fragments del primer van ser editats per Andreas Felix von Oefele, a "Rerum Boicarum Scriptores", vol. 1; el segon per Konstantin von Höfler, a "Bibliothek des litterarischen Vereins" (Stuttgart, 1847).